# محوطه معدن الماس بری سیوند
محوطه معدن الماس بری سیوند مربوط به دوره هخامنشی است و در شهرستان پاسارگاد، بخش مرکزی، دهستان کمین، روستای قوام آباد، کوه تنب کرم، ۱۰۰ متری جنوب شرقی معدن سیوند واقع شده و این اثر در تاریخ ۲۶ اسفند ۱۳۸۶ با شمارهٔ ثبت ۲۱۹۱۵ به‌عنوان یکی از آثار ملی ایران به ثبت رسیده است.